# Bâtiment de la cour suprême (Tartu)
Le bâtiment de la cour suprême (estonien : Riigikohtu hoone) est un édifice de Toomemägi à Tartu en Estonie.

## Présentation
Le bâtiment où siège la Cour suprême est situé à l'adresse Lossi tänav 17 sur Toomemägi. Le bâtiment est classé monument du patrimoine culturel.
Le palais de justice actuel a été construit à l'origine comme une clinique militaire.
Le design intérieur du bâtiment a été créé par l'architecte d'intérieur Sirje Parve.

## Galerie

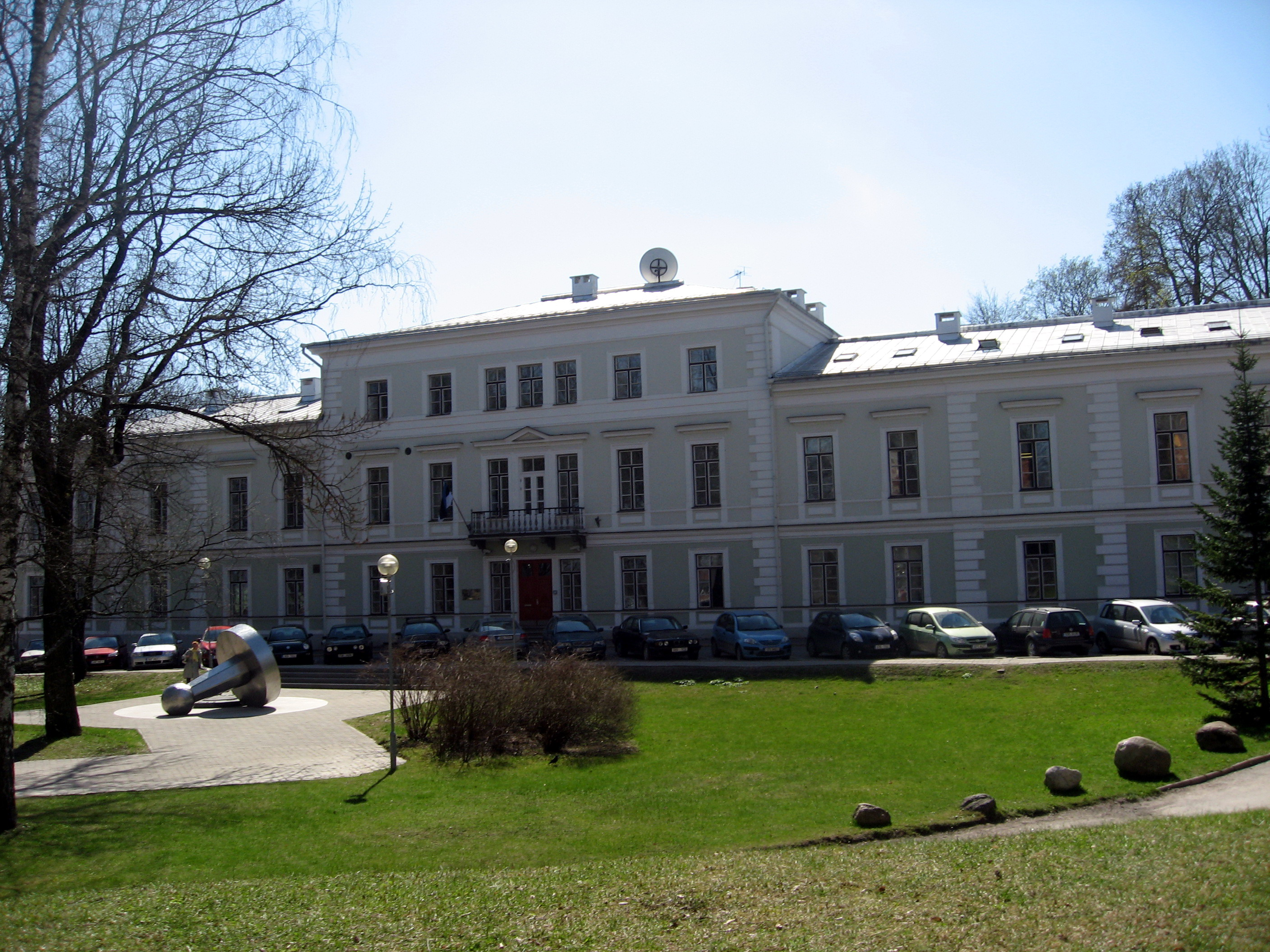
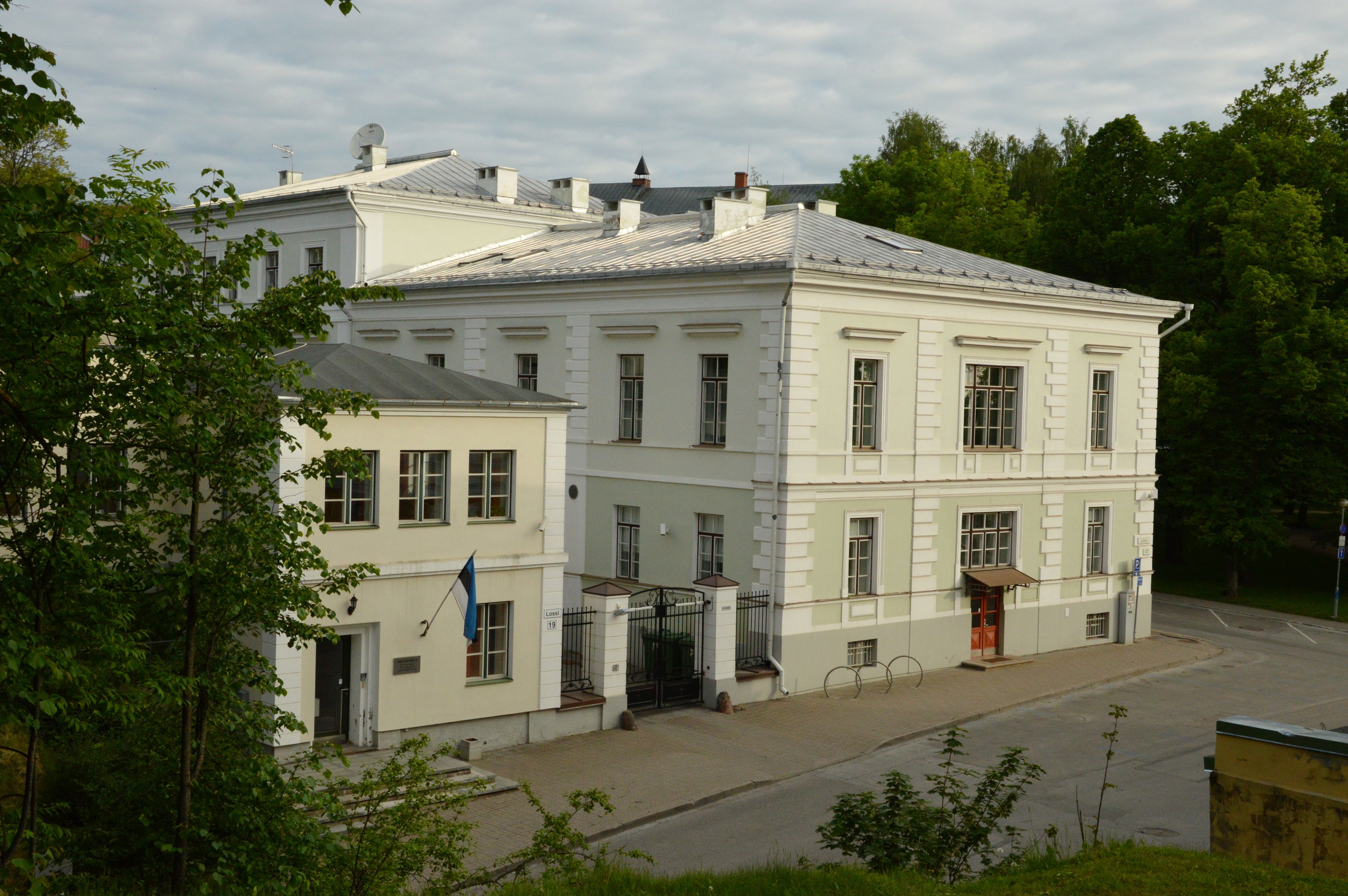
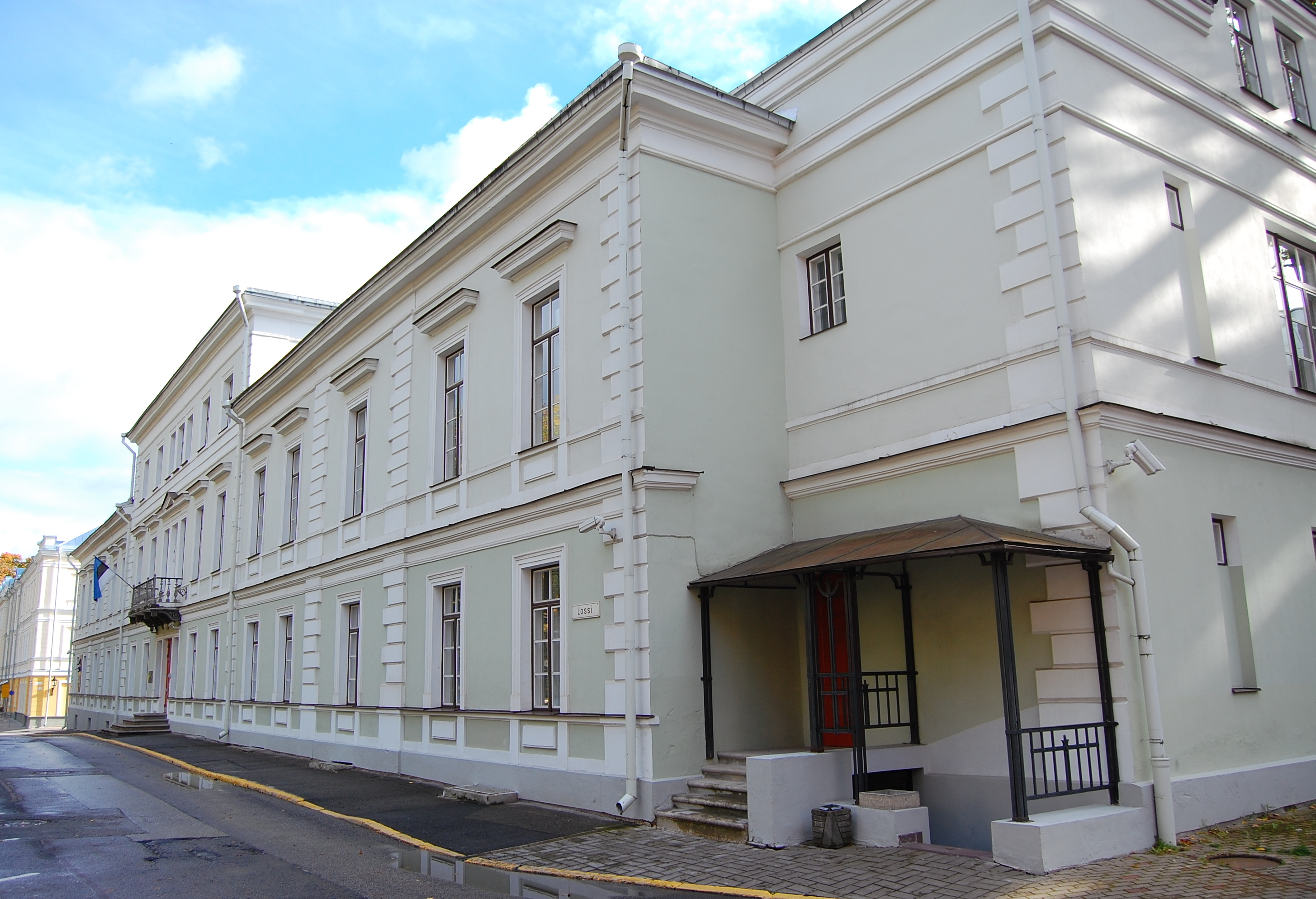